# Gaesischia trifasciata
Gaesischia trifasciata är en biart som beskrevs av Urban 1968. Gaesischia trifasciata ingår i släktet Gaesischia och familjen långtungebin. Inga underarter finns listade i Catalogue of Life.